# Ángel Bados Iparraguirre
Angel Bados Iparraguirre (Olazagutia, 1945) és un escultor i pedagog d'art navarrès. Figura important del grup d'escultors bascos de la dècada del 1980. quan va ser una de les figures fonamentals en
la reinterpretació de la tradició escultòrica basca, que va reprendre com a punt de partida els principis analítics i constructivistes de l'artista Jorge Oteiza.
 

## Biografia i trajectòria
Estudia a l'Escola de Belles Arts de Madrid entre els anys 1969 i 1973. Torna a Navarra, on s'empra com a professor a l'Escola d'Arts i Oficis, per exercir com a professor a la facultat de Belles Arts de Bilbao. Realitza la seva primera exposició el 1975 a Pamplona, en la qual examina i censura el context cultural dominant. Aquest mateix any és becat per la Diputació de Navarra per traslladar el 1976 i 1977 a Itàlia i Anglaterra. Els muntatges i instal·lacions de tipus conceptual ocupen la seva activitat artística durant els anys setanta.
En la següent dècada, ja instal·lat a Bilbao, s'integra en el grup d'escultors bascos, influïts per les teories estètica i l'obra de Jorge Oteiza. En els 90 integra la seva tasca pedagògica a la facultat de Belles Arts de Leioa amb la impartició, compartida amb Txomin Badiola, d'uns tallers a Arteleku els anys 1995 i 1997 que aconsegueixen dirigir i potenciar l'obra de nombrosos artistes joves del país Basc.
L'any 2008 va publicar Oteiza. Laboratori experimental. un treball que va servir per organitzar i catalogar el treball de laboratori de l'escultor Jorge Oteiza, al costat del citat llibre va comissariar una exposició a la Fundació Museu Oteiza.
Cal destacar els seminaris sobre art i representació que el Dr Bados Iparraguirre va impartir durant anys a la Universitat del País Basc, és una part fonamental del seu treball, ja que amb aquests seminaris una generació d'artistes joves potencien la creativitat i actitud crítica, analítica i constructiva de les arts.